# Astropecten progressor
Astropecten progressor är en sjöstjärneart som beskrevs av Doderlein 1917. Astropecten progressor ingår i släktet Astropecten och familjen kamsjöstjärnor. Inga underarter finns listade i Catalogue of Life.